# پوستاپاتی
پوستاپاتی (به مجاری:  Pusztaapáti) یک منطقهٔ مسکونی در مجارستان است که در ناحیه لنتی واقع شده‌است.